# Таиши Мацумоtо
Таиши Мацумоtо (јап. 松本 泰志; 22. август 1998) јапански је фудбалер.

## Репрезентација
Са репрезентацијом Јапана наступао је на Копа Америка 2019.